# 苫米地英俊
苫米地 英俊（とまべち ひでとし、1884年（明治17年）12月1日 - 1966年（昭和41年）5月5日）は、日本の言語学者（英語学）、国際法学者、政治家、衆議院議員（4期）、参議院議員（1期）。
小樽高等商業学校（現小樽商科大学）、札幌短期大学、北海道自動車短期大学（現北海道科学大学短期大学部）などの校長や学長を歴任。

## 経歴
1884年現在の福井県大野市に生まれる。その後長野県長野市に移り、旧制長野中学（長野県長野高等学校）を卒業後、1904年に東京外国語学校英語科に入学。
長野時代から柔道で頭角をあらわし、東京外国語学校在学中に講道館に入門、嘉納治五郎の主催する嘉納塾の塾監として嘉納塾の子弟の指導にあたる。当時の全日本学生柔道大会で、決勝の相手の中野正剛と戦い優勝。
1907年東京外国語学校英語本科卒業後、商業英語および国際法研究のため文部省派遣で英米（オックスフォード大学、ハーバード大学）へ留学。帰国後、東京外国語学校講師、小樽高等商業学校講師。
1916年小樽高等商業学校教授、1923年同図書館主幹、1935年同校長。1945年7月、勲二等瑞宝章受章。1946年衆議院議員（北海道1区）当選。以降、4期当選（1回落選）。この間農林省政務次官、民主自由党常任総務、自由党総務を歴任。
1947年講道館理事。1948年4月札幌文科専門学院教授（言語学、商業英語）（ - 1953年3月31日）、同年8月同校院第2代学院長に就任。1950年4月、札幌短期大学初代学長（ - 1953年3月31日）。1953年1月北海道自動車短期大学初代学長（ - 1966年5月）。
1956年参議院議員（北海道地方区選出）当選。参議院予算委員会理事、外務委員会理事、自由民主党総務、政務調査会副会長、相談役、経済綜合対策特別委員会委員長、外交部長などを歴任。1962年参議院全国区で再選を目指すも、落選。
1964年11月秋の叙勲で勲二等旭日重光章受章。1966年5月5日死去、81歳。死没日をもって銀杯一組を賜った。

## 著書
- 『商業英語通信軌範』（瞭文堂）
- 『国際貿易話法』（有朋堂）
- 『英語商業文教科書』1巻・2巻（修文堂、1915年）-　商業学校の英語教育に広く資するを目的として、小樽高等商業学校講師の時代に教材となる教科書を著した。

など

## 親族
- 妻：苫米地千代子（佐久間信恭の娘[2]）
- 長男：苫米地俊博（元三菱商事副社長、元三菱自動車工業副会長、元国際大学理事長）
- 四男：苫米地和夫（元和光証券会長、元経団連理事、元東京証券取引所理事、元日本興業銀行常務）
- 孫（和夫の子）：苫米地英人（認知心理学者）